# Времена года (балет)

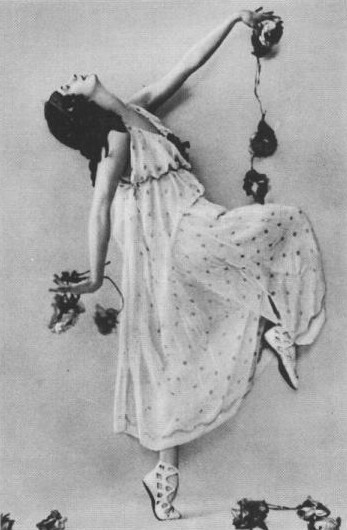
Анна Павлова в «Вакханке», Санкт-Петербург, 1907.

Времена года (фр. Les Saisons) — аллегорический балет в одном действии, четырёх картинах, поставленный хореографом Мариусом Петипа на музыку Александра Глазунова, сочинение 67. Произведение было написано в 1899 году и впервые исполнено Императорским балетом 13 (26) февраля 1900 года в Санкт-Петербурге.

## История

### История создания композиции

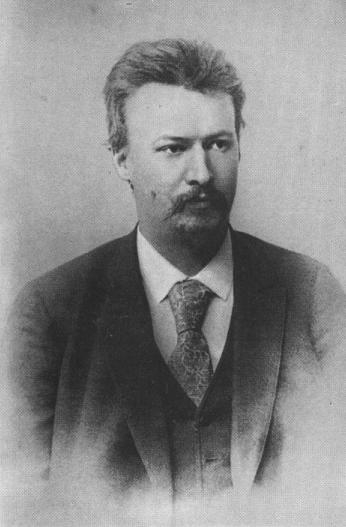
Александр Глазунов (1896)

Партитуру к балету Мариуса Петипа «Времена года» (фр. Les Saisons) первоначально должен был написать итальянский композитор и дирижёр Риккардо Дриго, коллега и близкий друг Глазунова. С 1886 года Дриго занимал должности музыкального руководителя и дирижёра (фр. chef d’orchestre) балета Императорских театров Санкт-Петербурга, а также был дирижёром постановок итальянских опер репертуара Императорской оперы.
Помимо этого, «Миллионы Арлекина» (фр. Les Millions d’Arlequin) Петипа, также известные как «Арлекинада», находились на предварительной стадии постановки в то же время, что и 
«Времена года», и первоначально предполагалось, что партитуру для них напишет Глазунов. Поскольку Дриго и Глазунов в большей степени симпатизировали не своим заказам на балеты, а тем, которые предназначались друг другу, композиторы договорились, что Глазунов напишет «Времена года», а Дриго — «Миллионы Арлекина».
10 февраля (23 февраля) 1900 в Императорском театре Эрмитажа впервые была представлена постановка балета Петипа «Миллионы Арлекина». Премьера «Времён года» состоялась через три дня. На обоих представлениях присутствовал весь императорский двор.
В 1907 году Николай Легат поставил возрождённую постановку «Времён года» в Императорском Мариинском театре. Эта версия время от времени ставилась Императорским балетом после революции 1917 года, однако последний раз была показана в 1927 году.
Балет «Времена года» в сокращенном варианте продолжал исполняться в репертуаре гастрольной труппы Анны Павловой.

### История постановок
Премьера в Санкт-Петербурге (Мировая премьера)
- Дата: 7 февраля (20 февраля) 1900
- Место: Императорский театр Эрмитажа, Зимний дворец, Санкт-Петербург
- Балетмейстер: Мариус Петипа
- Дирижёр: Риккардо Дриго
- Художник-постановщик: Пётр Ламбин
- Художник по костюмам: Евгений Пономарёв[англ.]

Другие известные постановки
- 1900: 13 февраля, Санкт-Петербург, Императорский Мариинский театр, тот же состав, что и на премьере.
- 1907: Санкт-Петербург, Мариинский театр (балетмейстер — Николай Легат, дирижёр — Дриго, декорации Петра Ламбина, костюмы Александра Головина).

## Роли и премьерный состав
| Роль                  | Санкт-Петербург, 1900 г. | Санкт-Петербург, 1907 г. |
| --------------------- | ------------------------ | ------------------------ |
| Зима                  | Алексей Булгаков         | Николай Солянников       |
| Иней                  | Анна Павлова             | Агриппина Ваганова       |
| Лёд                   | Юлия Седова              | Э. Вилл                  |
| Град                  | Вера Трефилова           | Лидия Кякшт              |
| Снег                  | Л. Петипа                | Ю. Офицерова             |
| Зефир                 | Николай Легат            | Михаил Обухов            |
| Роза                  | Ольга Преображенская     | Вера Трефилова           |
| Ласточка              | Варвара Рыхлякова        | Варвара Рыхлякова        |
| Дух зерна [Колос ржи] | Матильда Кшесинская      | Ольга Преображенская     |
| Фавн                  | Михаил Обухов            | Георгий Кякшт            |
| Сатир                 | Александр Горский        | Леонид Леонтьев          |
| Сатир                 | Александр Ширяев         | А. Матятин               |
| Вакх                  | Павел Гердт              | Самуил Андрианов         |
| Вакханка              | Мария Петипа             | Анна Павлова             |
| Два гнома             | N/A                      | N/A                      |

### История публикаций
- 1901: М.П. Беляев, г. Лейпциг, Германская империя

## Состав оркестра
Деревянные духовые: 1 пикколо, 2 флейты, 2 гобоя (второй двойной английский рожок в фа), 2 кларнета в си-бемоль и ля, 2 фагота
Духовые: 4 валторны ( в фа мажор), 2 трубы (в си-бемоль мажор), 3 тромбона, туба
Ударные инструменты: литавры, треугольник, бубен, военный барабан, тарелка, большой барабан, колокольчик.
Клавишные инструменты: челеста, пианино (пианино)
Струнные: арфа, 1-я и 2-я скрипки, альты, виолончели, контрабас

## Либретто
Картина 1 — «Зимний пейзаж»

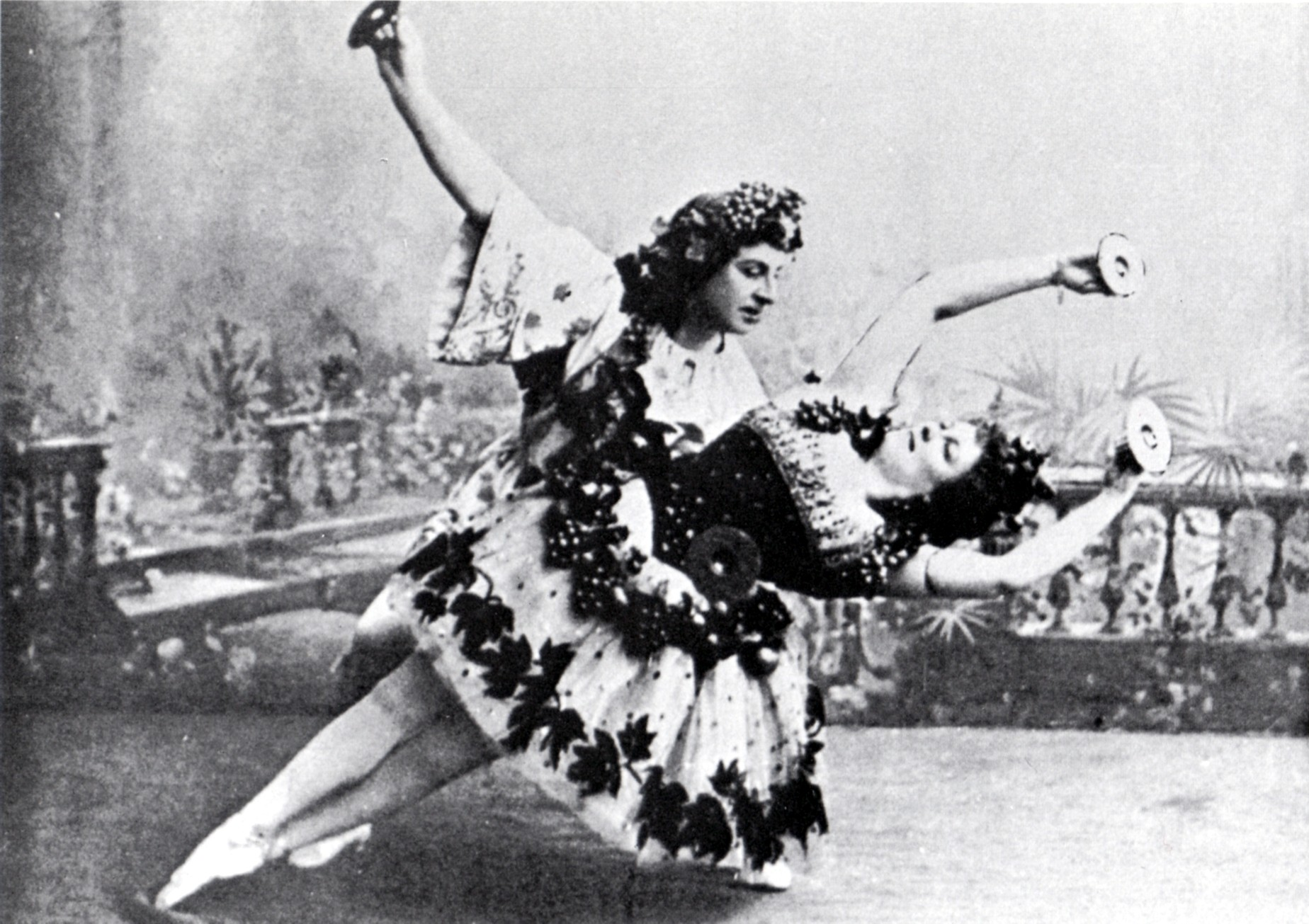
Мария Петипа и Павел Гердт в картине «Вакханалии» (Bacchanale) из сцены «Осень» (L'Automne). Санкт-Петербург, 1900 год.

Зима окружена своими спутниками: Инеем, Льдом, Градом и Снегом, которые развлекаются с группой снежинок. Заходят два гнома — и вскоре они разжигают огонь, от которого все собравшиеся исчезают.
Картина 2 — «Пейзаж, покрытый цветами»
Весенние танцы с Зефиром, цветочными феями и зачарованными птицами. Почувствовав тепло солнца, стая взлетает.
Картина 3 — «Пейзаж с плавно растущими пшеничными полями»
Васильки и маки наслаждаются светом и теплом солнца. После своих упражнений они отдыхают. Теперь появляются наяды, которые приносят воду, чтобы освежить ростки, и Дух ржи в знак благодарности. Входят сатиры и фавны, играя на своих свирелях, и пытаются унести Духа ржи, но её спасает ветер Зефир.
Картина 4 — «Осенний пейзаж»
Времена года принимают участие в великолепном танце (знаменитой «осенней вакханалии»), а листья с осенних деревьев сыплются дождём на их веселье.
Апофеоз — «Чёрное небо»
Созвездия звёзд сверкают над землей.

## Краткое содержание танцев и мизансцен
Список номеров «Времён года» взят из Ежегодника Императорских театров за 1899–1900 годы, при этом названия танцев и мизансцен (фр. mise en scène) приведены в соответствии с первоначальной постановкой.
- №1 Прелюдия (фр. Prélude)

Картина I — Зима (L’Hiver)
- №2 Сцена Зимы (Scène de l’Hiver)
- №3 Вариация Инея (Variation du givre )
- №4 Вариация Льда (Variation de la glace)
- №5 Вариация Града (Variation de la grêle)
- №6 Вариация Снега (Variation de la neige)
- №7 Кода (Coda)
- №7 Появление Весны, Зефира, цветочных фей, птиц и цветов (Entrée de Printemps, Zéphyre, les Fées des fleurs, les oiseaux et les fleurs)

Картина III — Лето (L’Été)
- №9 Сцена Лета (Scène de l’Été)
- №10 Вальс васильков и маков (Valse des bleuets et des pavots)
- №11 Баркарола – Появление наяд, сатиров и фавнов (Barcarolle – Entrée des naïades, les satyres et des faunes)
- №12 Вариация Духа зерна [Колоса ржи[2]] (Variation de l’Esprit du maïs)
- №13 Кода (Coda)

Картина IV — Осень (L'Automne)
- №14 «Большая вакханалия времён года» (Grande bacchanale des saisons)
  - a) Выход Времён года
  - b) Зима
  - c) Весна
  - d) Вакханалия
  - e) Лето
- №15 Маленькое адажио (Petit adage)
- №16 Вариация Сатира (Variation du Satyre)
- №17 Финальная кода» (Coda générale)

Сцена V — Апофеоз (Apothéose)
- No.18 Откровение звёзд (La Révélation des étoiles)

## Дискография
- 1929: Александр Глазунов (неизвестный оркестр)
- 1953: Роже Дезормьер (Национальный оркестр Франции).
- 1956: Альберт Вольф (Оркестр Парижской консерватории)
- 1960-е: Константин Иванов (Симфонический оркестр СССР)
- 1962: Роберт Ирвинг (Концертный Оркестр Искусств (англ. Concert Arts Orchestra), США)[3]
- 1966: Эрнест Ансерме (Романский оркестр Швейцарии)
- 1978: Евгений Светланов (Филармония, оркестр г. Лондона)
- 1987: Неэме Ярви (Шотландский национальный оркестр)
- 1987: Ондрей Ленард (Симфонический оркестр Чехословацкого радио)
- 1989: Владимир Ашкенази (Королевский филармонический оркестр)
- 1993: Эдо де Ваарт (Оркестр Миннесоты)
- 2004: Хосе Серебриер (Королевский шотландский национальный оркестр)